# Liaoningopterus gui
Il liaoningottero (Liaoningopterus gui) è un rettile volante estinto, appartenente agli pterosauri. Visse nel Cretaceo inferiore (Barremiano – Aptiano, circa 120 milioni di anni fa) e i suoi resti sono stati ritrovati in Cina.

## Descrizione
Questo pterosauro è conosciuto per uno scheletro parziale, che ha permesso agli studiosi di ricostruire l'aspetto dell'animale. Le mascelle erano allungate e fornite di carene sottili e prominenti; i denti, presenti solamente nella parte anteriore delle fauci, erano enormi e appuntiti, i più grandi conosciuti in uno pterosauro. È possibile che posteriormente fosse presente una piccola cresta ossea, simile a quella presente in Caulkicephalus dell'Inghilterra. Il cranio era piuttosto grosso (lunghezza circa 60 centimetri) e le dimensioni dell'animale dovevano aggirarsi sui 5 metri di apertura alare. Le ali erano ampie, come in tutti gli pterosauri più evoluti.

## Classificazione
Il liaoningottero è considerato uno dei più grandi pterosauri del suo periodo, e al tempo della sua descrizione era il più grande pterosauro noto in Cina. Le caratteristiche del suo cranio lo denotano come un rappresentante degli anangueridi (Anhangueridae), una famiglia di grandi pterosauri piscivori, a volte considerata come facente parte degli ornitocheiridi (Ornithocheiridae).

## Stile di vita
La forma del cranio ha portato gli studiosi a considerare Liaoningopterus un animale piscivoro:  i denti eccezionalmente allungati permettevano a questo animale di arpionare i pesci di cui si cibava e di non lasciarli sfuggire.